# لودويغ فرديناند هيسه
لودويغ فرديناند هيس (و. 1795 – 1876 م) هو مهندس معماري ألماني، توفي في برلين، عن عمر يناهز 81 عاماً.